# 대한민국 형법 제2편 제3장
대한민국 형법 제3장은 국기에 관한 죄 (國旗－罪)이다.

## 조문
- 대한민국 형법 제105조
- 대한민국 형법 제106조

## 보호법익 및 해설
목적범이며 보호법익은 국가의 권위이다.
국장(國章)이란 국가의 권위를 표방하는 휘장으로서 국기 이외의 것을 말한다(예: 육해공군의 군기, 대공사관의 징장 등). 국기·국장은 공용에 쓰이는 것이든 개인 용도에 쓰이는 것이든을 불문한다. '손상'이란 물리적으로 훼손하는 것, '제거'란 현재의 게양장소에서 철거하는 것, '오욕'이란 오물 또는 염료 등으로 불결하게 하는 것을 말하며 '비기'란 언어나 거동으로 모욕의 뜻을 표시하는 일체의 행위를 말한다.